# David Sainsbury
David John Sainsbury (né le 24 octobre 1940), est un homme politique, homme d'affaires et philanthrope britannique. De 1992 à 1997, il est président de Sainsbury's, la chaîne de supermarchés créée par son arrière-grand-père John James Sainsbury en 1869.
Il est nommé pair à vie en 1997 en tant que membre du Parti travailliste et est en congé de la Chambre des lords depuis le 15 juillet 2013 . Il sert dans le gouvernement en tant que ministre de la Science et de l'Innovation de 1998 et 2006.
Il est un donateur majeur de l'Université de Cambridge et est élu en 2011 chancelier de l'Université de Cambridge . Il fait également le plus gros don de l'histoire politique britannique, donnant 8 millions de livres aux libéraux démocrates .

## Jeunesse et carrière dans les affaires
Il est le fils de Robert Sainsbury et Lisa van den Bergh, tous deux de l'héritage juif hollandais . Sainsbury fait ses études au Collège d'Eton avant d'obtenir un diplôme en histoire et en psychologie au King's College, Cambridge puis un MBA à la Columbia Business School aux États-Unis.
Sainsbury rejoint l'entreprise familiale, alors connue sous le nom de 'J. Sainsbury Ltd. ', en 1963, travaillant dans le département du personnel. Il devient directeur en 1966. Il est contrôleur financier de 1971 à 1973, juste avant l'introduction en bourse de la société.
Lorsque la société est cotée à la Bourse de Londres le 12 juillet 1973, à l'époque la plus grande introduction en bourse jamais réalisée, sa famille conserve le contrôle avec une participation de 85%. Son père, Sir Robert Sainsbury, cède la quasi-totalité de sa participation dans l'entreprise à David Sainsbury, son fils unique, tandis que son oncle Alan Sainsbury partage sa participation dans l'entreprise entre ses fils John Davan Sainsbury, Simon Sainsbury et Tim Sainsbury. John Davan Sainsbury devient président en 1969 à la retraite de Sir Robert Sainsbury.
Il est directeur financier du groupe de 1973 à 1990, période au cours de laquelle l'entreprise se développe rapidement. Il est président de Savacentre de 1984 à 1993, période pendant laquelle l'activité hypermarchés se développe lentement. Il est vice-président de 1988 à 1992. À la retraite de JD Sainsbury en tant que président et chef de la direction le 2 novembre 1992, David Sainsbury devient président.
En 1996, Sainsbury's annonce sa première baisse de bénéfices en 22 ans, et le premier des trois avertissements sur les bénéfices pendant sa présidence est émis. Bien qu'il y ait des changements de direction, notamment le fait que David laisse le poste de directeur général à Dino Adriano et devient président non exécutif, il n'y a pas de nouveaux administrateurs ou de personnes extérieures nommés dans l'équipe de direction. Les bénéfices chutent l'année suivante, mais augmentent en 1998. À ce stade, David Sainsbury, qui a voulu démissionner à la fin de 1997, annonce sa retraite en tant que président pour poursuivre son ambition de longue date de faire carrière en politique, après «32 années agréables et épanouissantes» chez Sainsbury's. Le cours de l'action Sainsbury augmente le jour de cette annonce.
A sa retraite en tant que président, pour éviter tout conflit d'intérêts, David Sainsbury place sa participation alors de 23% dans Sainsbury's dans une fiducie «aveugle», qui est administrée par l'avocate Judith Portrait. Lorsque David Sainsbury annonce son intention de donner 1 milliard de livres sterling à une association caritative en 2005, une partie de sa participation de 23% est vendue, et ramenée finalement à 12,9% au début de 2007. Sa participation bénéficiaire n'est plus que de 7,75% lorsqu'il reprend le contrôle de ses actions en février 2007 à la suite de sa décision de démissionner de ses fonctions de ministre de la Science et de l'Innovation en novembre 2006.
David Sainsbury conserve une participation importante dans la chaîne de supermarchés de sa famille (environ 5,85%). Pour promouvoir ses intérêts philanthropiques, il place 92 millions de ses actions (représentant 5,28% du capital social de la Société), dans son véhicule d'investissement, Innotech Advisers Ltd (qui fait don de tous ses dividendes à des œuvres caritatives), ce qui signifie que sa participation bénéficiaire n'est que de 0,57% (inférieure à la participation bénéficiaire de 1,6% de JD). La famille Sainsbury dans son ensemble contrôle environ 15% de Sainsbury's. Dans le Sunday Times Rich List 2008, la fortune de sa famille est estimée à 1,3 milliard de livres sterling.

## Carrière politique
Sainsbury rejoint le Parti travailliste dans les années 1960, mais est l'un des 100 signataires de la « Déclaration de Limehouse » dans une tribune dans The Guardian le 5 février 1981  et devient membre du Parti social-démocrate formé par les auteurs de la Déclaration. Après l'élection de 1983, il incite le parti à donner plus de priorité au recrutement de membres et à la recherche d'une base financière solide; il est de loin le plus gros donateur du parti et un fiduciaire  donnant environ 750 000 £ entre 1981 et 1987. Ses dons sont généralement destinés à des projets spécifiques plutôt qu'à des opérations générales au jour le jour .
Avec David Owen, Sainsbury s'oppose à la fusion du SDP avec le Parti libéral après les élections de 1987 et fournit des locaux à Owen pour l'aider à rétablir un parti politique distinct, qui est créé en 1988 .
Le SDP «permanent» est dissous en 1990, et Sainsbury revient au Parti travailliste en 1996. Un an plus tard, après la victoire électorale du parti travailliste, il entre à la Chambre des lords comme pair travailliste, étant créé baron Sainsbury de Turville, de Turville dans le comté de Buckinghamshire, le 3 octobre 1997.
Entre 1996, année où il rejoint le Parti travailliste, et 2006, lorsqu'il démissionne de son poste de ministre, Sainsbury fait don de 16 millions de livres au Parti travailliste, généralement par lots de 1 ou 2 millions de livres par an. Il fait don de 2 millions de livres supplémentaires le 7 septembre 2007, déclarant qu'il est impressionné par le leadership de Gordon Brown et estime que « le parti travailliste est le seul parti qui s'engage à assurer à la fois la justice sociale et la prospérité économique ». Il donne 500 000 £ supplémentaires le 15 décembre 2008, soit un total de 18,5 millions £.
En avril 2006, il est rapporté que Sainsbury "faisait face à une possible enquête sur une prétendue violation du code ministériel après avoir admis qu'il a omis de divulguer un prêt de 2 millions de livres sterling qu'il a consenti au Parti travailliste - bien qu'il ait déclaré publiquement qu'il l'avait fait." Il s'est par la suite excusé pour avoir induit le public en erreur "involontairement", accusant une confusion entre le prêt de 2 millions de livres et un don de 2 millions de livres qu'il avait fait plus tôt ,.
En juillet 2006, il devient le premier ministre du gouvernement à être interrogé par la police dans le cadre de l'enquête «Cash for Peerages» . Le 10 novembre 2006, il démissionne de son poste de ministre des Sciences, déclarant qu'il souhaite se concentrer sur les affaires et les œuvres caritatives . Il nie catégoriquement que sa démission ait quoi que ce soit à voir avec l'affaire «Cash for Peerages», bien que cela ait été contredit par des rapports de presse ultérieurs attribués à des «initiés travaillistes» qui suggèrent que sa démission est en effet une conséquence directe de l'affaire.
De juillet 1998 à novembre 2006, il occupe le poste de sous-secrétaire d'État parlementaire au ministère du Commerce et de l'Industrie, en tant que ministre de la Science et de l'Innovation à la Chambre des lords, poste gouvernemental pour lequel il n'accepte aucun salaire.
En raison de son importance pour le Parti travailliste en tant que donateur, les rapports de presse contemporains le décrivent comme «insacable». Il fait valoir qu'il y a "beaucoup trop de remaniements", et qu'il y a des avantages considérables à rester en poste pendant si longtemps.
Sainsbury est également associé à l'Institute for Public Policy Research and Progress. Entre 2001 et 2011, il donne 2 millions de livres sterling pour Progress . En 2009, il crée l'Institute for Government avec 15 millions de livres sterling de financement par le biais de la Gatsby Charitable Foundation pour aider le personne politique du gouvernement et de l'opposition à se préparer aux transitions politiques et au gouvernement . Il fait don de 390 000 £ à Progress et au Mouvement pour le changement entre décembre 2011 et avril 2013, alors qu'il ne figure pas sur un registre électoral britannique, ce qui est contraire à la loi électorale, ce qui conduit Progress et le Mouvement pour le changement à se voir infliger une amende par la Commission électorale ,.
Sainsbury finance les partisans du maintien dans l'UE de la campagne référendaire d'adhésion à l'Union européenne de 2016  donnant 2 150 000 £ au Parti travailliste et 2 125 000 £ aux campagnes «Remain» des libéraux démocrates .
Après les élections générales de 2017, Sainsbury annonce qu'il ne fournirait plus de soutien financier aux causes politiques des partis, mais qu'il ferait un don à des œuvres caritatives. En 2016, il fait don de 260 000 £ à Progress en plus de soutenir les organisations «Remain». Cependant, à la fin de 2018, il fait don de 25000 £ au député conservateur écossais Luke Graham.
Au cours de la campagne électorale générale de 2019 au Royaume-Uni, Sainsbury fait don de 8 millions de livres aux libéraux démocrates, soit plus de la moitié du financement électoral du parti .
Sainsbury est un patron de longue date de la société socialiste Scientists for Labour.

## Œuvres caritatives
Sainsbury fonde la Gatsby Charitable Foundation en 1967 ,. En 1993, il fait don de 200 millions de livres d'actions de Sainsbury aux actifs de la Fondation . En 2009, la fondation donne 660 millions de livres sterling à diverses causes caritatives . En 2009, il alloue 465 millions de livres supplémentaires à la fondation, faisant de lui le premier Britannique à faire un don de plus d'un milliard de livres sterling à une association caritative. Il crée le programme Sainsbury Management Fellowship en 1987 pour faire des ingénieurs britanniques des leaders de l'industrie.
Sainsbury fait don de 127 millions de livres sterling de l'argent de la Gatsby Charitable Foundation à l'Université de Cambridge au cours de la dernière décennie: il donne 45 millions de livres au Jardin botanique de l'université de Cambridge en 2005 . En 2011, le laboratoire Sainsbury de Cambridge ouvre ses portes, financé par un don de 82 millions de livres sterling de la Fondation Gatsby en 2008. Selon le Financial Times il s'agit de "l'un des plus gros dons jamais faits à une université britannique ... dépassé seulement par un don de 2000 à l'université par la Fondation Bill-et-Melinda-Gates" .
En 2013, avec sa femme Susie, il rejoint le Giving Pledge, le groupe fondé par Warren Buffett et Bill et Melinda Gates, s'engageant à faire don de la moitié de sa fortune à des fiducies caritatives de son vivant .

## Chancelier de l'Université de Cambridge
En 2011, Sainsbury est officiellement proposé par le Conseil des candidatures de l'Université de Cambridge pour succéder au duc d'Édimbourg en tant que chancelier de l'Université de Cambridge . Si son élection n'avait pas été contestée le 17 juin, il aurait pris ses fonctions le 1er juillet. Cependant, sa nomination devient la première en 163 ans à être contestée par un autre candidat lorsque, le 29 mai, le commerçant local Abdul Arain proteste, déclenchant un scrutin en octobre . Quatre jours plus tard, un groupe d'anciens élèves de l'Université de Cambridge recrute avec succès l'acteur Brian Blessed comme candidat alternatif ,. Le 20 juin, l'avocat Michael Mansfield devient le troisième candidat à s'opposer à Sainsbury. Une élection a lieu les 14 et 15 octobre 2011  dans laquelle Sainsbury gagne avec 52% des voix (2893 voix sur 5558) sur un taux de participation de 2,5% et il est confirmé au poste le 16 octobre 2011.

## Vie privée
Sainsbury et son épouse, Susan Carol "Susie" Reid, une ancienne enseignante, ont trois filles. Lady Sainsbury est administratrice de la Royal Academy of Music . La famille vit dans le manoir de Turville à Turville, dans le Buckinghamshire. Le manoir appartenait autrefois à l'abbaye de St Albans, mais a été saisi par la Couronne lors de la dissolution des monastères en 1547. Le manoir a depuis été reconstruit sous le nom de Turville Park, une belle demeure seigneuriale du village.
Il est le frère d'Elizabeth (épouse Clark, 19 juillet 1938 - 14 août 1977) et de Celia et Annabel. Il est le neveu d'Alan Sainsbury et le cousin de Simon Sainsbury, son homologue conservateur John Sainsbury et l'ancien député conservateur Tim Sainsbury. Ses arrière-grands-parents, John James Sainsbury et Mary Ann Staples, fondent une épicerie au 173 Drury Lane en 1869, qui devient la chaîne de supermarchés britannique Sainsbury's.